# Love Land (Chine)

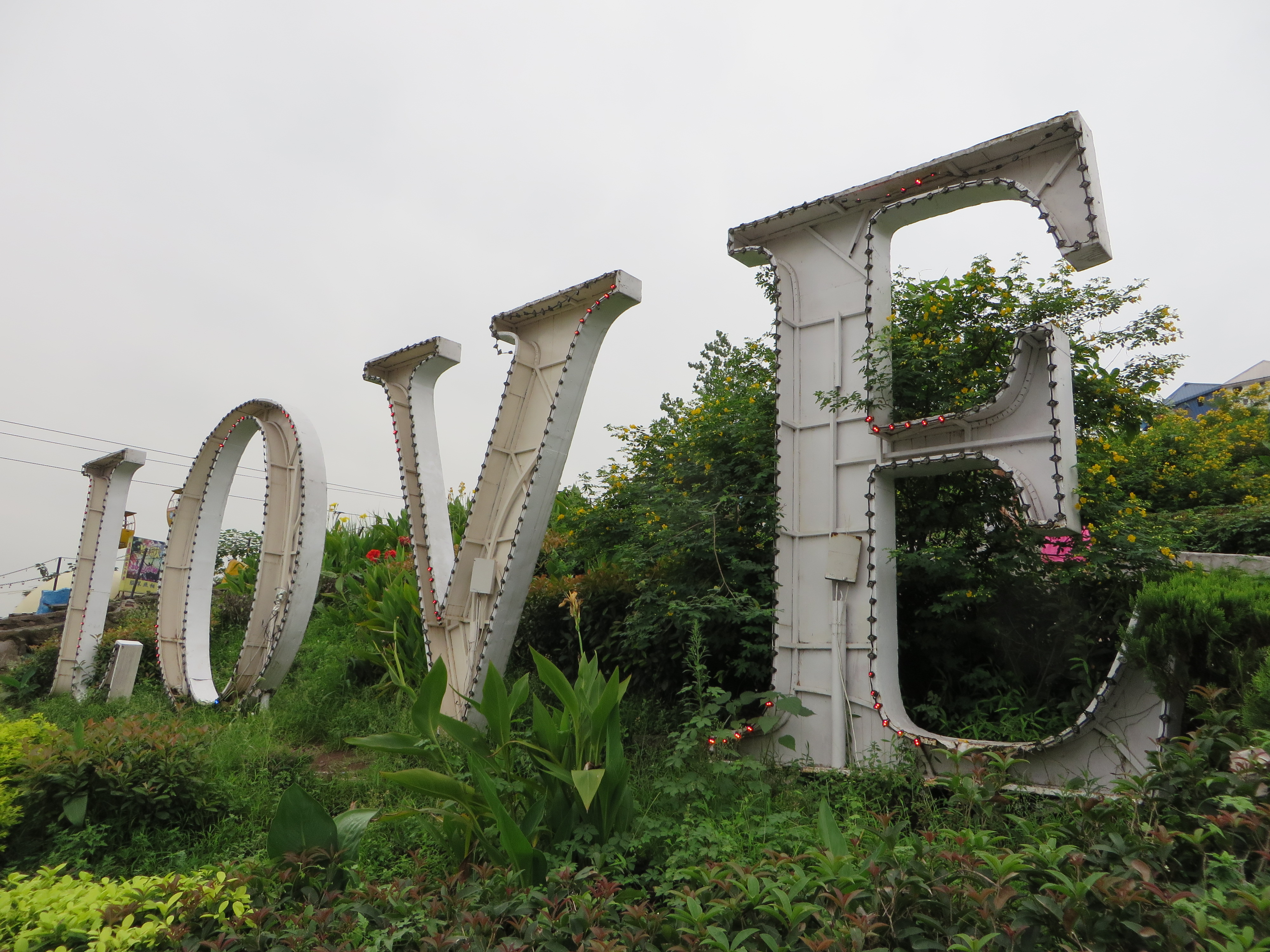
Écriteau monumental portant l'inscription « LOVE » au parc Yangren Jie, dont aurait dû être voisin le parc Love Land.

Love Land aurait dû être un parc à thème autour du sexe, situé à Chongqing en Chine,, destiné à améliorer l'éducation sexuelle de ses visiteurs. Jugé trop vulgaire et explicite, il a été démoli en mai 2009 avant même son ouverture prévue en octobre de la même année. 
Le parc se serait situé près de Yangren Jie (美心洋人街), un parc d'attractions qui dispose des plus grandes toilettes du monde, lui-même purgé de toute chose pouvant être perçue comme vulgaire par les autorités chinoises.

## Buts et programmation
Le but du parc est d'améliorer l'éducation sexuelle de ses visiteurs et de favoriser une vie sexuelle harmonieuse. Il doit proposer des sculptures d'humains nues, des statues géantes d'organes génitaux, une exposition sur l'histoire de la sexualité, ainsi que des ateliers sur les techniques sexuelles et des conseils de prévention contre le VIH.
Ce parc est inspiré d'un parc similaire situé en Corée du Sud à Jeju,.

## Construction et démolition
L'ouverture du parc est tout d'abord prévue pour octobre 2009. Sa construction est suspendue par le gouvernement chinois. Sa démolition a lieu en mai 2009, le parc étant jugé comme susceptible d'avoir une influence négative sur la société chinoise,,, et faisant l'objet de critiques. Les installations du parc sont ainsi critiquées, notamment par les habitants de Chongqing, qui les trouvent « vulgaires », malaisantes et « inappropriées »,.
Selon le sociologue James Farrer, la clôture du parc est le reflet de la vision conservatrice des Chinois à propos du sexe, en particulier en public.